# Stożkówka omączonotrzonowa

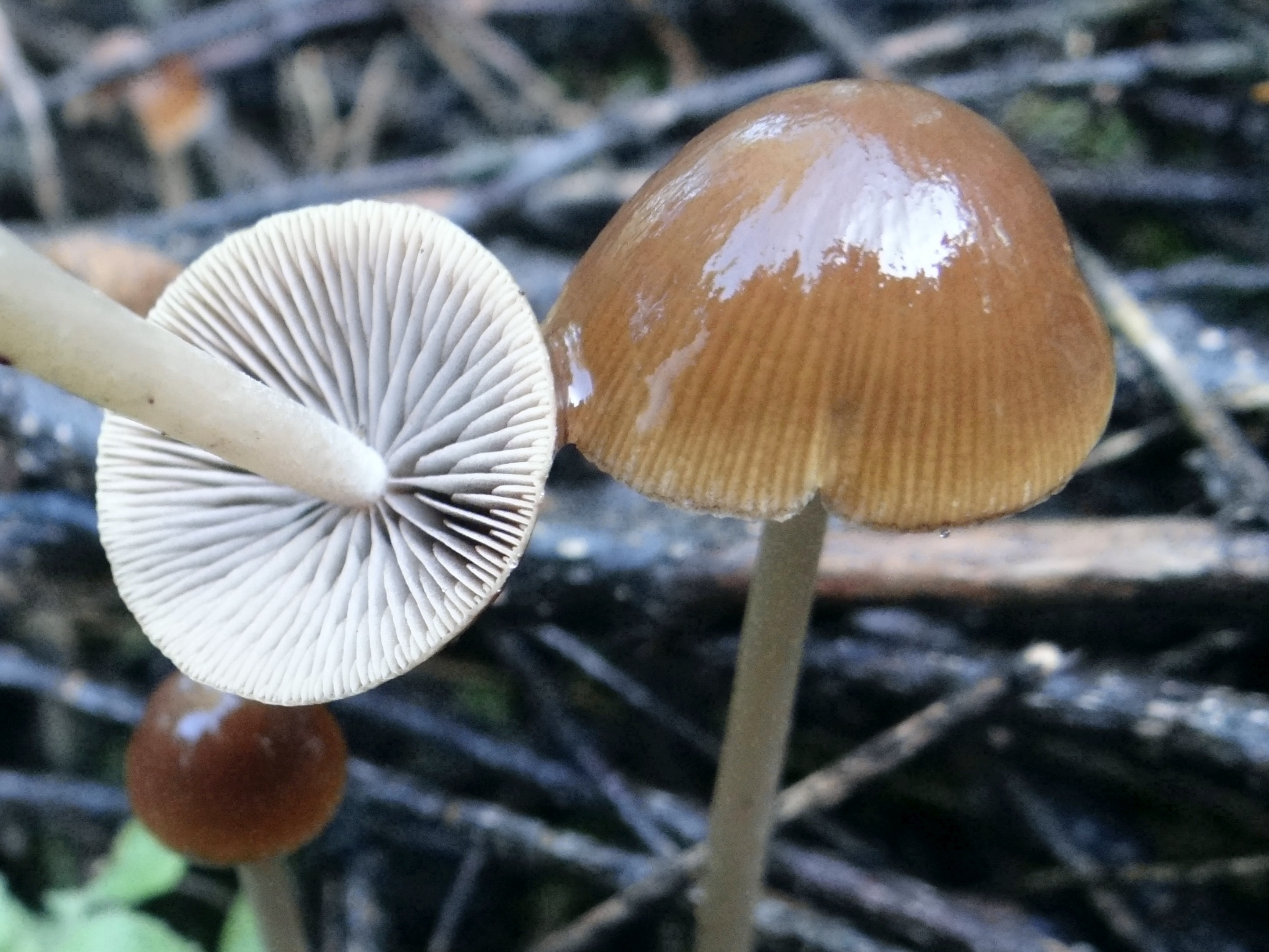

Stożkówka omączonotrzonowa (Conocybe rickeniana P.D. Orton) – gatunek grzybów z rodziny gnojankowatych (Bolbitiaceae).

## Systematyka i nazewnictwo
Pozycja w klasyfikacji według Index Fungorum: Conocybe, Bolbitiaceae, Agaricales, Agaricomycetidae, Agaricomycetes, Agaricomycotina, Basidiomycota, Fungi.
Synonimy:
- Agaricus teneroides Peck 1878
- Conocybe spicula f. sordida Kühner 1935
- Galera teneroides (Peck) Sacc. 1887
- Galera teneroides var. naucorioides Rick 1930
- Galera teneroides (Peck) Sacc. 1887 var. teneroides
- Galerula teneroides (Peck) Murrill 1917

Nazwę polską zaproponował Władysław Wojewoda w 2003 r. W internetowym atlasie grzybów nazwa stożkówka omączonotrzonowa przypisana jest do nazwy Conocybe spicula, a Conocybe rickeniana jest uznana za jej synonim. Według Index Fungorum są to jednak odrębne gatunki.

## Morfologia
Kapelusz
Średnica 1–3(4) cm. Kształt wypukły, półwypukły, dzwonkowaty lub stożkowaty, nigdy całkowicie wyprostowany. Powierzchnia gładka, błyszcząca, o barwie ochrowej, brązowej do ciemnobrązowej, nigdy złocistożółta. Wierzchołek ciemniejszy. Kapelusz prążkowany z prześwitującymi blaszkami, zwłaszcza podczas wilgotnej pogody.
Blaszki
Przyrośnięte, brzuchate, średnio gęste, początkowo jasnoochrowe, potem ochrowe i rdzawe. Liczba blaszek 16–20, pomiędzy nimi 1–3 międzyblaszki. Ostrza dość równe, za młodu kłaczkowate.
Trzon
Wysokość 25–98 mm, średnica 0,5–2 mm, cylindryczny, kruchy, włóknisty, jasnobrązowy, ciemniejszy ku podstawie, biało oprószony.
Cechy mikroskopowe
Komórki skórki kapelusza maczugowate 29,5–44,5 × 11,5 –20 μm, z brązowawym zabarwieniem. Pileocystydy 28–49 × 8,5 –16 μm, średnio 36 × 12 μm z szyjką o rozmiarach średnio 7 × 2,5 μm, brązowawe, ze sprzążką u podstawy. Baryłkowate cheilocystydy 20,57–31,75 × 9,66 –13,75 μm, średnio 26,5 × 11,71 μm z szyjką o rozmiarach średnio 2,6 × 2,2 μm. Pleurocystyd brak. Trama zbudowana z walcowatych strzępek o średnicy 2,5–5 μm ze sprzążkami na przegrodach. Podstawki 20–27 × 8,5 –10 μm, wrzecionowate, 4-zarodnikowe, bez sprzążek bazalnych. Brak bazydioli. Zarodniki 7,11–10,56 × 4,58 –5,7 μm, średnio 8,7 × 5,1 μm, o ścianie grubości do 1,2 μm. Pory rostkowe o średnicy do 1,8 μm,środkowe, nieznacznie wystające.

## Występowanie i siedlisko
Znane jest występowanie stożkówki omączonotrzonowej w Ameryce Północnej, Europie i w Nowej Zelandii. Na terenie Polski w piśmiennictwie naukowym liczne stanowiska.
W Polsce występuje na pastwiskach, łąkach, ogrodach, polach uprawnych, przy drogach, rzadziej w lasach iglastych i liściastych i na obrzeżach lasów pod jodłami. Rośnie na ziemi, wśród traw i mchów. W Puszczy Białowieskiej notowana na odchodach żubrów.

## Znaczenie
Saprotrof. Wśród stożkówek nie ma grzybów jadalnych, niektóre są trujące. Prawdopodobnie również stożkówka omączonotrzonowa jest grzybem trującym.